# 多重人格探偵サイコ
『多重人格探偵サイコ MPD PSYCHO』（たじゅうじんかくたんていサイコ）は、原作：大塚英志、作画：田島昭宇による日本の漫画。また、それを原作とした小説、テレビドラマ、舞台作品。

## 概要
「恋人が猟奇殺人犯の被害に遭い、そのショックから多重人格者となった元刑事が、次々と起こる猟奇殺人事件の謎を追う」という設定でスタートしたショッキング･サスペンス漫画。
連載開始は『月刊少年エース』（角川書店）1997年2月号であるが、長期の中断を経て2007年8月より同社の青年誌『コミックチャージ』に移籍。2009年1月の同誌休刊後は同年7月に発刊した後継誌『ヤングエース』にて2016年3月号まで連載された。単行本の累計売上は900万部。
この作品の特徴は、漫画で描かれていない部分を小説で描くなどしている点である。また、意図的に設定に矛盾や食い違いが生じるようにしてある 。
第1話で主人公の恋人の女性が、両手両足を切断された状態で宅配便で箱詰めして届けられるという描写がある。これを見た角川書店の役員が印刷機を止め、当初1997年1月号から連載が始まる予定が2月号からになるというアクシデントで始まった。
猟奇殺人を描き、リアルな死体描写、グロテスクで残酷な描写が非常に多い。その描写ゆえ2006年に茨城県、2007年に香川県・岩手県で、2008年に福島県・大分県・長崎県で青少年保護育成条例に基づく有害図書に指定されている。

## あらすじ
刑事・小林洋介が恋人の復讐のために猟奇殺人犯を殺害したのがきっかけで現れた人格・雨宮一彦は探偵になった。その後雨宮は何人もの猟奇殺人犯に関わることになるが、殺人犯たちの左眼には一様にバーコードの痣があり、雨宮自身の左眼にも同じものがあった。そして雨宮は事件の背後にある巨大な陰謀と自身の正体を知ることになる。

## 登場人物

### 伊園犯罪研究所および関係者
久保田 拓也（くぼた たくや）
本編前半の主人公「雨宮一彦/西園伸二」の肉体。多重人格者。
戸籍上の名前は「小林洋介」。この名は幼い頃、雨宮診療所で大量殺人事件が起こった時、救出される際に小林洋介と名乗った（小林洋介の人格と入れ替わった）ためである。研究機関「ガクソ（学窓会）」が雨宮診療所において「プログラム人格」に関する人体実験を行っていた際に実験体として使用された人物である。
物語の途中でジャンボ機ハイジャック事件に巻き込まれ、ガクソの工作員によって射殺された。
なお、劇中で久保田拓也の人格が発現したことは一度もない。
ガクソの実験のサンプルだという証拠である、バーコードの付いた左目の持ち主の一人。
小林 洋介（こばやし ようすけ）
久保田拓也の主人格。警視庁捜査一課11係の刑事。自分が多重人格者であることに気づいていない。
恋人の千鶴子が猟奇殺人犯の島津寿によって両手両足を切断され、復讐のために彼を追うが、島津に自分が千鶴子の生命維持装置を切ったことを知られ、感情の爆発と共に人格が消滅し、「雨宮一彦」の人格が発現した。
雨宮 一彦（あまみや かずひこ）
本作の主人公。「小林洋介」消滅後の主人格。戸籍名・小林洋介として警視庁で猟奇殺人犯のプロファイリングに従事。
連続バラバラ殺人事件の捜査過程で犯人・島津寿に恋人の千鶴子が襲われ両手両足を切断されたショックで小林の人格が消滅したことにより発現した。
過去の記憶が無い。極めて理性的で冷静な性格で、無表情であることが多い。
別人格である西園伸二による島津寿殺害の罪を被って刑務所で服役。出所後は、そのプロファイリング能力に目をつけた伊園磨知に雇われ「伊園犯罪研究所」に勤めることになる。
その正体は、20年前の雨宮診療所で「ガクソ」により作られたプログラム人格。作られた目的はルーシー・モノストーンの再現であった。
他人へ人格を転移することができ、ジャンボ機ハイジャック事件の際、伊園美和が西園伸二から雨宮一彦の人格を奪い取る。その後、自分の身体の身を案じた伊園美和が西園弖虎に転移させた。西園弖虎に転移してからは主人格である西園伸二の裏に隠され、ほとんど発現することがなくなる。ガクソが最も重要視する存在。
西園 伸二（にしぞの しんじ）
久保田拓也（小林洋介）に内在する別人格。任意に出現できる。
小林洋介の恋人・千鶴子を襲い両手両足を切断した猟奇殺人犯・島津寿と対峙した際に発現した。
凶悪な人格で、頻繁に雨宮一彦の人格と入れ替わり、独自の行動をとる。
雨宮一彦が発現する前は、元の主人格である小林洋介を巧みに利用して、「多重人格探偵」として何でも屋まがいなことや、犯罪者になる欲望を持つ人間に犯罪者になるよう"背中を押す"仕事を生業としていた。
プログラム人格・雨宮一彦が作られた際に偶発的に覚醒した人格である。そのため、雨宮一彦の人格がないと存在を保つことができない。自分が生きるために必要な人格である雨宮一彦の人格を取り戻すため西園弖虎と対峙するが、その最中、ガクソの工作員に撃たれた久保田拓也の死と共に消滅。
西園 弖虎（にしぞの てとら）
本編後半の主人公。「ガクソ」が作り出した殺人マシンの少年。ガクソにより作られた第2世代の実験サンプル。
左目の眼球に「LUC-Y」のシリアルコードがある。凶悪な西園伸二の人格を有し、自らの人格を他人に転移することができる人格転移などの特殊な能力を持つ。
ガクソに命を握られ、操られていた時期もあったが、自らの意志で行動するようになり、ガクソに造反、敵対関係となる。雨宮一彦の人格を伊園美和から預かり、各方面から狙われるようになる。
ガクソが生み出した「ルーシー・モノストーン」のスペアであった。
西園伸二（にしぞの しんじ）
最終的な西園弖虎の主人格。 鬼干潟龍夫が西園弖虎を覚醒させようとした際に発現した人格。殺人マシン。
久保田拓也が内包している西園伸二の人格とは別人格であるが、記憶を共有している描写があり、詳細は不明。
雨宮 一彦（あまみや かずひこ）
久保田拓也の肉体から伊園美和経由で転移された。西園弖虎の中で発現しないようにされていたが、最終的には西園弖虎（西園伸二）と共存することとなった。
伊園 磨知（いその まち）
精神科医。自分が雨宮一彦であると主張する小林洋介の治療を担当していた。
科捜研でプロファイリングの研究に従事していたが、雨宮のプロファイリング能力を見出し、雨宮の出所に合わせる形で警察を退職して私設の犯罪研究所を開設、雨宮を研究員として受け入れる。精神科だけでなく法医学の単位も持つ。
実は、ガクソが雨宮一彦の監視役として作ったプログラム人格であった。
ガクソのメンバーである別人格“伊園若女”に主人格を奪われるも、脳内に自我が僅かに残っており、西園弖虎と伊園美和の手によって解放される。その後、伊園若女の人格を葬るため、身体のコントロールを取り戻し、自死した。
伊園 若女（いその わかな）
磨知の中に潜む別人格。ルーシー・モノストーンの娘。ガクソのメンバー。
磨知に気付かれずに任意に出現できる。主人格として覚醒した後、雨宮一彦の人格を巡り西園弖虎と対立することになる。物語終盤、伊園若女もまた本当の人格ではないことが明らかになった。
伊園・アリワン・美和（いその・アリワン・みわ）
磨知の異母妹。女子高生。右目の眼球に「LUC-XX」のシリアルコードがある。
実はガクソが生み出したルーシー・モノストーンの片割れ「XX」で、ルーシー・モノストーンの魂を復元するために必要なデータの半分を持つサンプル。擬似人格を植え込んで他人を操る特殊な能力を持つ。
ガクソの意図に反して雨宮一彦の人格と自身の人格を補完するためジャンボ機ハイジャック事件を起こすが、雨宮一彦の人格を西園弖虎に転移させた後、植物状態となる。
No.11にて伊園若女の指示の元、ロリータ℃の人格を手にしている。また、No.6では、眠っている状態の伊園美和にロリータ℃へ語りかける声が聞こえている。
物語終盤、植物状態の伊園美和の人格を西園弖虎が自身に転移させ、肉体を殺害。西園弖虎と行動を共にする。伊園若女と対峙し、戦いの中で人格は消滅した。
伊園若女のスペア。
笹山 徹（ささやま とおる）
警視庁捜査一課11係（猟奇犯専門）の係長の刑事で小林洋介の上司。
小林洋介（雨宮一彦）の服役後も、雨宮一彦のことを心配して何かと伊園犯罪研究所に顔を出していた。物語当初はふざけた行動が目立っていたが、ガクソの陰謀に足を踏み入れたことで、西園弖虎の中に隠された雨宮一彦の代わりに事件の真実を突きとめる大きな役割を担うことになる。
常に脇役に位置し、誰も救えず何も変えれず、しかしそれゆえに常に生き残り真実を見つめ続ける宿命を背負っている。
「多重人格探偵サイコ」を始めとする「笹山徹サーガ」の重要人物。
渡久地 菊夫（とぐち きくお）
フリーのジャーナリストでありカメラマン。左目に眼帯をしている。
雨宮たちの周りに起きる事件を嗅ぎ回っている。ガクソと繋がりがあり、ガクソの指示で雨宮一彦を監視していた。自身の病気や恩人である桐生勇吾の失落、全一による尻尾切りなどで不満が積もり自暴自棄になり、過剰な自己顕示欲から都庁ジャックを決行し、無差別大量殺人を犯すが、全一に銃で撃たれて死亡。
左目にはバーコードが付いていたが、戦場カメラマン時代、海外の戦地で目をくり抜かれる。
仔池 続（こいけ しょく）
ガクソから離反した男性。ルーシー・モノストーンの甥。
他人の視覚情報を書き換えることができ、鬼頭日明を装い日本に入国。清水義秋の手引きで伊園磨知と合流し、伊園犯罪研究所の職員となる。
その目的は、西園弖虎の中にある雨宮一彦を自身に取り込むことで完全なるルーシー・モノストーンになることであった。
伊園犯罪研究所を襲撃に来た西園弖虎から雨宮一彦を取り込むも、それはフェイクの作られた人格であり、西園弖虎に射殺される。

### ガクソ
全一（ぜんいつ）
ガクソの工作員。
バーコード殺人者たち＝ガクソの実験体サンプルの管理、処分をする仕事に従事している。また、プロジェクトの後始末や隠蔽工作も担当している。ガクソの科学技術によって四股を切断されても数週間で再生する能力を持つ。
御恵てうを「ママ」と呼び慕う。
久保田拓也のスペアを殺害した後、西園弖虎に殺害される。
御恵 てう（みめぐみ てう）
ガクソのメンバー。
以前は「ミス・アーヴィング」と名乗り、伊園磨知の父の秘書をしていた。全一の「ママ」で、全一を手駒として使っている。
物語終盤では「ミセス・ジョークマン」として駐日アメリカ大使を務める。ガクソの技術により不老不死であり、戦前から老化していない。爆発により身体が崩壊してもなお死亡しなかったが、伊園若女により殺害される。
『木島日記』に登場する東方協会のアーヴィングと同一人物。
雨宮 一彦（あまみや かずひこ）
プログラム人格「雨宮一彦」の元となったオリジナルの雨宮一彦。二十数年前の雨宮診療所事件の際、御恵てうに助け出される。
ガクソの実験船で「完全な雨宮一彦」になるべく西園弖虎の人格「西園伸二」を奪おうとするが、西園弖虎によって人格崩壊プログラムを転移させられ死亡。
左目は義眼であり、本物の左目は上野達が所有していることが小説版で語られている。
雨宮教授
ガクソの重鎮。
雨宮診療所の院長も務めているが、そこでは久保田拓也を中心とした人体実験が行われていた。
プログラム人格「雨宮一彦」を監視させるため、伊園若女を「伊園磨知」として潜入させていたが、プロジェクトの再開のために若女を呼び戻した。
物語終盤、伊園若女に殺害される。
キャンディマン
ガクソのメンバー。
鬼干潟とガクソのパイプ役。人工声帯をつけてスピーカーで声を発している。
西園弖虎に飲み続けないと死に至るキャンディを与え、手駒にしていた。
西園弖虎に喉を銃で撃ち抜かれ死亡。

### 政府関係者
清水 義秋（しみず よしあき）
保守系政界の重鎮。
アメリカ合衆国と結託し日本人を実験台にしているガクソを敵視しており、アメリカ合衆国およびガクソの陰謀を阻止しようとしている。伊園磨知のパトロン。
清水義秋が都庁ジャックの際に西園弖虎を都庁に向かわせた。西園弖虎や伊園若女の出自も把握している模様。
物語終盤、御恵てうと共に心中を計り、死亡。また、笹山徹の父であることが示唆されている。
『木島日記』に登場する同名のキャラクターと同一人物。
鬼干潟 龍夫（おにひがた たつお）
初登場時は法務大臣であったが、物語終盤は総理大臣に就任している。
自身の政治的野望のために様々な陰謀をめぐらし、ガクソとも手を結ぶ。西園弖虎から西園伸二の人格を覚醒させる。ジャンボ機ハイジャック事件後、御恵てうから久保田拓也の遺体を引き取り、伊園磨知に司法解剖させ、雨宮一彦が死んだという事実を受け入れさせようとした。
鬼頭日明によって瀕死の重傷を負わされるが、スペアである鬼頭日明の臓器を移植することで一命を取り留める。しかしその臓器は放射線を浴びており、最終的に死亡した。

### 警察
鬼頭 日明（きとう あきら）
警視庁公安四課キャリア。鬼干潟龍夫の義理の息子であり、スペア。伊園磨知の元恋人。笹山徹の元部下。
鬼干潟龍夫の指示で雨宮一彦を要注意人物として監視していた。また、影ながら伊園磨知を庇っていた。
清水義秋から、自分が鬼干潟龍夫の臓器移植用のスペアとして作られたという真実を知らされ、西園弖虎と協力関係を結んで六本木ヒルズで鬼干潟龍夫を襲撃し、死亡。襲撃前に原子力発電所の放射線を浴び、計画が失敗しても鬼干潟龍夫を殺せる二重の作戦を敷いていた。
天馬 うらん（てんま うらん）
物語中盤からの笹山徹の部下。
当初は笹山徹を監視する為に仕向けられたガクソのスパイだったが、後に笹山徹を支える側に回っている。笹山徹からは「青島」と呼ばれている。
凄腕のハッカーとして界隈では有名で、その時使用していた名前は「アオシマ」。
母と知的障害を持つ弟の3人暮らし。名前は『鉄腕アトム』の天馬博士とウランから付けられている。
犬山 犬彦（いぬやま いぬひこ）
新宿警察署の刑事。儀式殺人事件において所轄の担当刑事として笹山徹と知り合う。
以前から独自に肩甲骨の奇形＝“羽根”をもつ殺人者を追跡、独自捜査をしていた。一見関連性のない殺人事件に見えても、“羽根”をもつ殺人者たちの背後に何かがあると考えていた。
伏姫麒麟を恋人とする。
彼自身が羽根を持つ人間であり、ルーシー・モノストーンの息子であった。
スターシステムにより魍魎戦記MADARAシリーズから登場した赤の戦士ユダヤの現代での姿である。
朝顔（あさがお）
SATの隊長。ガクソの工作員。
ハイジャック事件終盤に登場。西園弖虎の回収が目的。しかし、上官からの「いかなる犠牲もやむを得なし」という言葉の元、SATの隊員を全員殺害する。左目にバーコードを持つサンプルの一人であった。
西園伸二（久保田拓也）を射殺するものの、西園弖虎に銃で額を撃ち抜かれ、死亡。
物語終盤、3人のスペアが登場。伊園若女の指示で笹山徹、西園弖虎らを襲撃するが、全員死亡。

### バーコード殺人者
島津 寿（しまづ ひさし）
猟奇殺人犯。連続バラバラ殺人事件の犯人。
テレビで見た小林洋介に興味を持ち、小林洋介の恋人、本田千鶴子の両手両足を切断した張本人。
本田千鶴子を選んだのは、テレビで見た小林洋介（久保田拓也）に自分と近い何かを感じとり、本性を暴いてやろうと思ったため。
後に伊園若女の手下だったことが判明。以前、自分のスペアに命を狙われたが、返り討ちにして殺害している。その後、小林洋介に追い詰められるも、最期は発現した西園伸二に額を撃ち抜かれ、死亡。
小説版によれば、実家は歯科医院であり、バイセクシャル。
田辺 友代（たなべ ともよ）
OL。カニバリズム連続殺人事件の犯人。
次々と男性を殺害し、死体から切り取った人肉を調理して食べていた。（雨宮は彼女が「拒食症か過食症、食事制限を受けているかも知れない」というプロファイリングをした。）
劇中、彼女の言っていた山羊とは、彼女によって殺害された被害者のことである。容疑者として逮捕されるが、直後に舌に隠していたカミソリで首を切り、自殺。
小説版によれば、年齢は24歳であり、保険会社の商品開発課に所属。一般職だが、総合職相当の業務を担当していた。
上野 達（うえの すぐる）
建築デザイナー。フラワー殺人事件の犯人。
ルーシー・モノストーンに心酔しており、自らが手がけた店に「フラワーチルドレン」という、ルーシーに由来した名前をつけるほど。自称、ルーシーのムーブメントに遅れてきた青年。
女性の頭を切開して花を植えつけるフラワー殺人事件を起こし、関係を持った女性を拉致して次々と脳に花（ダチュラ）を発芽させていた。操作の手が及んだ際は、証拠隠滅の為に自身が手がけ、住んでいたマンションを爆破。
その後、以前から関係のあった村田清（久保田拓也）と接触するも、西園伸二に気絶させられる。その後、全一に引き取られ、三週間ほど後に被害者と同じ姿となった彼の死体が発見された。
スペアがいたが、後に何者かに殺害される。
小説版によれば、上野の左目は雨宮一彦（オリジナル）のものであると語られている。
梅見屋 明夫（うめみや あきお）
通称「ナニワの愉快犯」。
西園伸二の犯罪のアイディアを元に、自分と同じ顔を持つ二人の手下と共に殺害を実行していた。手下のうち一人は身代わりで死刑執行され、もう一人は伊園磨知を人質に取り西園伸二を襲うが、鬼頭日明に喉を撃ち抜かれた後、自爆。梅見屋本人も全一に射殺される。
彼のスペアは、後のジャンボ機ハイジャック事件で射殺される。
ミシェル・パートナー
FBI捜査官。
レオン・モリスンという殺人犯を追っていたが、実はガクソの工作員で、自分で割り出した容疑者を自分で殺害していた殺人者ハンターだった。
ショウコらルーシー7を次々と殺害するも、ショウコに人格転移した西園弖虎に手傷を負わされ、全一に射殺される。
ルーシー7
少年少女たちによる殺人集団。
御恵てうがロリータ℃のmp3ファイルによって覚醒させた。各地で殺人事件を行う。
一人は犯行時の不手際で自爆、残る四人はミシェルに殺害され、リーダー格のショウコと、彼らと合流する前に逮捕された「七人目」は西園弖虎に転移された負荷に耐えられず、人格が崩壊してしまう。
江川 彩（えがわ あや）
本田千鶴子と瓜二つの女性で、彼女のスペア。
自らの生命の危機により全一の指示のもとで殺人を行っていたが、当時笹山徹らが捜査していた連続殺人事件と関連があるのかは不明。全一以外の何者かに刺殺される。死に際、「伊園磨知には気をつけて」と言い残す。
木戸 灰人（きど はいと）
高校生。ロリータ℃のファン。
小林洋介の過去に起きた「鏡男事件」の容疑者として、小林洋介の捜査を受ける。また、伊園磨知のカウンセリングを受ける。
ロリータ℃に紹介され、多重人格探偵の西園伸二に鏡男を探し出し、見つけ出した際は自分を真っ二つにしてくれるように依頼する。だが、彼自身こそが鏡男であり、二重人格者であった。最期は自ら線路の中に立ち、電車に轢かれて真っ二つになり死亡。
ガクソによって作られた特殊なサンプルであり、両目にバーコードがあった。
雑誌掲載時には「きど はいど」と表記されていた。

### その他
久保田拓也（くぼた たくや）
雨宮診療所で実験体となった久保田拓也のスペア。京都府の交番に勤務している。恋人と思われる女性と同棲している。
物語終盤で存在が明らかになり、西園弖虎の中にいる雨宮一彦の転移先として笹山徹らが捜索に身を乗り出す。
しかし、その動向に感づいた伊園若女率いる銃撃部隊により、西園弖虎の目の前で生き絶える。
本田 千鶴子（ほんだ ちづこ）
小林洋介の恋人。
島津寿により両手両足を切断されたまま延命措置をされた状態で、小林洋介の元に届けられる。最終的には、小林洋介が生命維持装置を止めて死亡。
実はバーコードの付いた左目の持ち主。
鈴木 早苗（すずき さなえ）
同級生と思われる女子高校生たちにいじめられていた少女。渡久地菊夫に見出され、彼と都庁ジャックを決行するも、一人も殺人は行わなかった。
最終的に西園弖虎により殺害される。
スペアがいたことから、彼女もサンプルであったことが判明する。
村田 清（むらた きよし）
西園伸二による大量殺人事件が起こった「雨宮診療所」の生き残り。診療所では西園伸二のことを好いていた。
全一の扇動を受け、西園伸二を発現させようと、雨宮診療所での事件を再現するために死体を集めていた。
死体を倉庫に集めてもなお西園伸二が発現しなかったことから、倉庫が火事になっていないことが理由だとし、ガソリンを巻いて火事を起こす。その結果、西園伸二が発現するも、彼が自分を利用していただけであることを知り、逃げることが出来ず焼死。
桐生 勇吾（きりゅう ゆうご）
渡久地菊夫の戦場カメラマン時代の先輩。
死の願望が強く、妻子を平然と殺している。伊園美和を好きになり、「彼女と一緒に死ぬ」という目的でハイジャックを起こす。
最後はガクソの実験船にジャンボ機で突撃し、死亡。
麻生 昇（あそう のぼる）
数年前、伊園磨知の指二本を小包爆弾で吹き飛ばした男。
元々は伊園美和の特殊能力によって「伊園磨知にとって不快な人間を殺す」というプログラム人格を植えつけられた二重人格者。
伊園磨知への執着心（プログラム）は自身の起こした事件で消え失せていたが、美和の指示でプログラム人格が復活、彼が勝手に判断した「磨知が気に入らない人間」を次々と爆殺する。
最後は伊園磨知に「一番不快なのはあなた」と言われ、プログラム人格の判断で爆殺対象が自分自身になる。その際に主人格が現れ爆死を阻止しようと抵抗するも、プログラム人格に抗えず自分で爆弾を口に含み頭部を紙爆弾で指向爆発させ爆死。
伏姫 麒麟（ふせひめ きりん）
「きりんクリニック」の院長を務める女性医師。犬山犬彦の古馴染み。上海出身。笹山徹、伊園磨知とは旧知の仲。
西園弖虎が仔池続に襲われた際、彼女のクリニックに運び込まれた。
実はガクソの研究員であり、もぐりの不妊治療を行うなど、犬山犬彦を利用してきた。ガクソに切り捨てられ、自暴自棄になり、拳銃で自死した。
魍魎戦記MADARAシリーズの麒麟が転生した姿。
苗美（なえみ）
弖虎がスペアの希望になってくれと願った少女。
一定期間、彼と共に生活をしており、鈴木早苗のスペアであることを知っていたことを匂わせる。弖虎が京都へと旅立つ前に彼の口座預金を受け取り、東京を離れるよう要求された。

### キーパーソン
ルーシー・モノストーン
この物語の全編を通して神秘的に描かれるすべての始まりとなったキーパーソンであり、プログラム人格・雨宮一彦開発プロジェクトのきっかけとなった人物。1960年代から70年代にかけてアメリカの若者たちの間で熱狂的に支持されたアーティストかつテロリスト。
ガクソが学術的探究心からその「魂」の再生を試みている。
カリスマ的な存在であったが、1972年に南米のある教会で信者たちとともに集団自殺した。
長い間、上記のように思われていたが、それはガクソによる実験の第一ステップであり、「死の衝動」を増幅させることで他人への感応を試みていた。なお、この際自殺を煽動したのは別人であり、彼は自分のことをルーシー・モノストーンだと思い込んでいたホームレスであった。本物のルーシー・モノストーンは伊園若女に転移しており、その後更に人格転移を繰り返し、最終的に大江公彦の中に「生まれ変わり」という形で発現する。
実はカリスマ性を有していたのはルーシー・モノストーン本人ではなく、娘の伊園若女（ワカナ・モノストーン）であった。
大江公彦に発現した際に、伊園若女と対峙。伊園若女に転移しようと自殺を図るが、伊園若女の裏切りにより、死亡。死亡直前に未来を預言するという特殊能力を見せた。
英語表記には複数あり、一般的には「LUCY MONOSTONE」と表記されることが多いが、神格的扱いをする場合には「LU-C」と表記する場合もある。
詳細は「ルーシー・モノストーン」を参照。
ロリータ℃（ロリータドシー）
主に小説版や映像版で登場する存在。
原作では大江公彦の双子の妹として登場。彼の「世界の終わり計画」のためにルーシー・モノストーンの楽曲を忍ばせた歌を歌っていた。
詳細は「ロリータ℃」を参照。
大江 公彦（おおえ きみひこ）
大学の非常勤講師をしている傍ら、ライブハウスの経営をしている青年。
原作では「世界の終わり計画」を進めており、ガクソと敵対している。西園伸二とは友人。島津寿のスペアなどを利用し、サンプル狩りを実行、ガクソのコンピュータにハッキングしていた。ルーシー・モノストーンの生まれ変わりであり、ルーシー・モノストーンの人格が発現するものの、伊園若女に射殺される。
小説版では物語の語り部として登場。

## 用語
バーコード
ガクソが人為的に生み出したサンプル、又はスペアの左目に存在する管理コード。バーコードの数字の上六桁は管理ナンバー、下四桁はサンプルのデータを示す。上六桁のうち真ん中の二桁が、サンプルとなった肉体にバーコードが処置された年度を示し、A.L.（ルーシー暦）という特殊な暦が使われている。A.L.とは「After Lucy」の略でルーシー・モノストーンの死んだ年を基準にする。
眼球の持ち主の水晶体のレンズが捉えた視覚情報は、脳幹へとつながる視神経の途中に人為的に作られた記録装置である腫瘍に記録される。特徴として、記録される映像は人間の認知や「主観」と結びついた形での視覚情報の蓄積のため、目玉の持ち主が見た錯覚や幻覚もそのままに記録される。
サンプルが死亡した後には学窓がアイバンクを通じて眼球のみを回収する。
ガクソ（学窓会）
世界的な科学者たちのグループ。活動理念は唯一、科学者としての「知的好奇心」のみ。
「学窓会」は「ガクソ」の音に漢字を当てはめたもの。ガクソは古ヘブライ語系の古語で「倫理より上位に来るもの」を意味する。
アメリカ合衆国と深く結びついており、その支援のもと、知的好奇心の探究のために様々な実験を行っている。
その実態は、あくまでも科学の探究を目的とする純粋な科学者グループであり、政治的な秘密結社ではない。
「木島日記」に登場する「瀬条機関」及び「東方協会」といった様々な研究機関を母体としている。
捜査一課11係
正式名称は「警視庁刑事部捜査第一課強力犯捜査班11係」。
何代か前の警視総監が対マスコミ受けを狙って設立した部署で、近年増加しているとされる猟奇殺人事件を専門に扱い、捜査方法にプロファイリングを導入したことが対マスコミ用の「売り」であった。だが、実のところ猟奇事件が増加しているという統計的根拠は無く、しかもチームの大半が現場経験の無い科捜研の出向で聞き込みも満足にできない。また、猟奇事件とそうでない事件の明確な定義が無い、統計的な手法を使うプロファイリングは、人口の極めて多いアメリカ合衆国のような国でやるから意味があるのであって、日本でやっても信頼の置けるデータが得られない。などといった理由から、11係は何の役にも立たずに捜査一課の足を引っ張り続けた。その上、捜査員の一人の小林洋介が犯人を私怨で射殺してしまったため、一時は廃止させられそうになったが、小林が裁判中に多重人格を主張した結果、世間の関心がそちらに向いたため、なし崩し的に存続されている。最終的なメンバーは笹山徹のみとなった。
ルーシー7（ルーシーセブン）
ショウコ達が名乗ったグループ名。
元となったのはアメリカ合衆国の都市伝説。アメリカ合衆国では50年代にルーシーと呼ばれる7人の殺人鬼の、マザーグース風の童謡の噂が囁かれ、60年代には戯れにルーシー7を名乗る学生運動グループやロックバンドが幾つか存在したといわれる。ただし、ルーシー7を名乗るグループが実際に7人であったことは少なく、7人の殺人鬼の童謡も実は6番までしかない。

## 作品リスト

### 漫画
- 原作：大塚英志、作画：田島昭宇 『多重人格探偵サイコ MPD PSYCHO』 角川書店→KADOKAWA〈角川コミックス・エース〉、全24巻
  1. 1997年7月10日初版発行（1997年7月1日発売）、ISBN 4-04-713188-1
  2. 1998年3月14日初版発行（1998年2月25日発売）、ISBN 4-04-713210-1
  3. 1998年12月1日初版発行（1998年11月26日発売）、ISBN 4-04-713260-8
  4. 1999年7月1日初版発行（1999年6月25日発売）、ISBN 4-04-713286-1
  5. 2000年4月10日初版発行（2000年4月11日発売）、ISBN 4-04-713328-0
  6. 2000年11月1日初版発行（2000年10月27日発売）、ISBN 4-04-713374-4
  7. 2001年9月1日初版発行（2001年8月29日発売）、ISBN 4-04-713450-3
  8. 2002年9月2日初版発行（2002年8月28日発売）、ISBN 4-04-713505-4
  9. 2003年8月1日初版発行（2003年7月31日発売）、ISBN 4-04-713562-3
  10. 2004年9月29日初版発行（2004年9月28日発売）、ISBN 4-04-713661-1
  11. 2006年2月25日初版発行（2006年2月23日発売）、ISBN 4-04-713787-1
  12. 2008年4月26日初版発行（2008年4月24日発売）、ISBN 978-4-04-715053-9
  13. 2009年1月5日初版発行（2008年12月27日発売）、ISBN 978-4-04-715155-0
  14. 2010年3月4日初版発行（2010年3月2日発売）、ISBN 978-4-04-715389-9
  15. 2010年12月4日初版発行（2010年12月2日発売）、ISBN 978-4-04-715576-3
  16. 2011年11月1日発売、ISBN 978-4-04-715817-7
  17. 2012年6月30日発売、ISBN 978-4-04-120291-3
  18. 2013年1月31日発売、ISBN 978-4-04-120558-7
  19. 2013年10月4日発売、ISBN 978-4-04-120785-7
  20. 2014年7月4日発売、ISBN 978-4-04-101399-1
  21. 2014年12月29日初版発行（同日発売）、ISBN 978-4-04-102283-2
  22. 2015年7月4日発売、ISBN 978-4-04-103075-2
  23. 2016年6月4日初版発行（同日発売）、ISBN 978-4-04-103404-0
  24. 2016年7月4日初版発行（同日発売）、ISBN 978-4-04-104411-7
- 多重人格探偵サイコ 'No.1 - 上記、No.1と同一の内容。原作者名が大江公彦名義の限定版。ドラマ版の小道具としても使用された。漫画の内容は同一であるが、あとがきが異なる。
- 多重人格探偵サイコ No.6 限定先行無修正版 - ドラマ版DVDの付録。少年エース掲載時の状態の漫画が一部収録されている。カバーは無く、表紙はラフスケッチの状態である。
- サイコエース Vol.1（月刊少年エース2000年5月増刊号） - 総集編。
- サイコエース Vol.2（月刊少年エース2001年9月増刊号）- 総集編。
- 多重人格探偵サイコ 特別総集編 - 総集編。
- 多重人格探偵サイコ コミックお試し版小冊子 - 多重人格探偵サイコフェアプレゼント品。非売品。
- MPD-PSYCHO PREMIUM BOOK - コミックチャージ2007年8月21日号付録。掲載雑誌が少年エースからコミックチャージに移る際に制作された。内容は「多重人格探偵サイコ 事件＆人物 解体新書」とFILE:69からFILE:71。待ち受け画像もQRコードにて配信されていた。
- a LUC-Cartoon 1 - 「ルーシー・モノストーン展」にて販売された4コマ漫画。作画はひらりん。

### 小説
原作とは一部設定が異なる。
- 多重人格探偵サイコ No.1 〜情緒的な死と再生〜 〈角川スニーカー文庫〉
1998年6月1日初版発行（1998年5月28日発売）、ISBN 4-04-419101-8
- 多重人格探偵サイコ No.2 〜阿呆船〜 〈角川スニーカー文庫〉
1998年9月1日初版発行（1998年9月7日発売）、ISBN 4-04-419101-8
- 多重人格探偵サイコ 〜雨宮一彦の帰還〜（講談社ノベルス：2000年、角川文庫：2003年）
  - 同名のテレビドラマのノベライズではなく内容は別物。
  - 文庫版には特典として『渡久地菊夫の失敗　そのような題名の単行本には収録されないプロローグ』が収録。

講談社ノベルス：2000年3月5日初版発行（2000年3月1日発売）、ISBN 4-06-182115-6
- 多重人格探偵サイコ FAKE 全3巻（1〜3巻全て角川スニーカー文庫）
  - テレビドラマ版の脚本を「物語環境開発（大塚英志事務所）」のスタッフの許月珍がノベライズしたもの。

  1. 2000年5月1日初版発行（2000年4月28日発売）、ISBN 4-04-419105-0
  2. 2000年12月1日初版発行（2000年11月30日発売）、ISBN 4-04-419106-9
  3. 2001年1月1日初版発行（2000年12月25日発売）、ISBN 4-04-419107-7
- 多重人格探偵サイコ・フェイク（角川書店：2002年）
  - 上記の許月珍による「多重人格探偵サイコ FAKE」角川スニーカー文庫全３巻を再編集して1冊にまとめて大塚英志が加筆したもの。
- 多重人格探偵サイコ REAL
  - テレビドラマ版の脚本

2001年7月31日初版発行（同日発売）、徳間デュアル文庫、ISBN 4-19-905062-0
- 多重人格探偵サイコ 〜小林洋介の最後の事件〜（『情緒的な死と再生』を改題。講談社ノベルス：2002年、角川文庫：2003年）
- 多重人格探偵サイコ 〜西園伸二の憂鬱（『阿呆船』を改題。講談社ノベルス：2002年、角川文庫：2003年）
- ロリータ℃の素敵な冒険（徳間書店：2004年、徳間デュアル文庫：2005年）
  - 『ザ・スニーカー』1997年12月号～1999年4月号に「サイコ３」（サイコ・キューブ）の題名で連載された作品。
- 多重人格探偵サイコ/新劇 雨宮一彦の消滅（角川書店：2005年、戯曲版の脚本）
- 多重人格探偵サイコ 試作品神話（星海社：2023年9月27日発売）
  - ドラマ版『多重人格探偵サイコ』の続編で月刊ニュータイプに連載された。1stシーズンは2000年9月号～2001年12月号、2ndシーズンは2002年8月号〜2003年4月号に連載。2006年に刊行された同名の絵本とは内容は無関係。

#### 未単行本化作品
- 多重人格探偵サイコ 渡久地菊夫の失敗（講談社ノベルスにて、2002年[9]刊行予定であった）
  - 小説版『多重人格探偵サイコ』のシリーズ第4作として、『雨宮一彦の帰還』（講談社ノベルス：2000年）の巻末の「自作以降の予定」でアナウンスされた。しかし、角川文庫版『雨宮一彦の帰還』（2003年）に、プロローグである『渡久地菊夫の失敗 そのような題名の単行本には収録されないプロローグ』が収録されたのみで、本編は結局刊行されなかった。

### ドラマCD
- MPD-PSYCHO サイコ サウンド・ストーリー(レーベル：ソニーレコード、リリース：1998年5月30日、規格品番はSVWC-7001。）
  - 監督:白倉由美、脚本:白倉由美・大塚英志、音楽制作：ファースト・スマイルエンターテイメント、イラストレーション：田島昭宇

#### キャスト
- 伊園摩知・雨宮一彦・西園伸二（岩男潤子）
- 紘永彩子（中川亜紀子）
- 磋碕アユキサ（川上とも子）
- 天野琴美（堀江由衣）
- 堵維実果穂（金月真美）
- 大井甫尭（飯塚雅弓）
- 和音符カリン（小西寛子）
- ロリータ℃（成田紗矢香）
- 三島柚木（桂川千絵）

### テレビドラマ
- 『多重人格探偵サイコ/雨宮一彦の帰還』 (キー局:WOWOW、放送期間:2000年5月2日 ～5月7日、全六話、監督：三池崇史、DVD全3巻）
  - WOWOWで2000年5月2日～5月7日に全六話で放送されたテレビドラマ。原作者である大塚英志自身が原作・企画・脚本・プロデュース・キャスティングで参加した。監督は三池崇史。DVD化されている。漫画版とはキャラクターの名称や設定をある程度共有しているが、ストーリーは全く異なっている。
  - 当初はWOWOW側が用意した脚本家がいたが、原作者は脚本に口出ししない事を要求してきたので、すぐにクビにして大塚英志が自分で脚本を執筆した（脚本の一部は白倉由美、大塚ギチとの共同執筆）[10]。
  - 出演者の内、保坂尚輝、大杉漣、中嶋朋子、裕木奈江、三浦理恵子は、大塚英志が個人的にファンであった俳優をキャスティングした[11]。
  - 大塚英志は、妻の白倉由美と共にオーディションに参加しており、登場人物の一人のロリータ℃役には当時無名の新人子役であった平野綾を抜擢した[12]。ドラマ版『多重人格探偵サイコ』は平野綾の女優デビュー作である。平野綾の才能に惚れ込んだ大塚は、平野綾がドラマ版『多重人格探偵サイコ』で演じた役のロリータ℃名義で歌ったサウンドトラックアルバム『ロリータの温度』(作詞:白倉由美、作曲：後藤次利、レーベル：キングレコード、リリース：2001年8月29日）や、平野綾の同名のイメージ写真集『ロリータの温度』(本文：白倉由美、写真撮影：伊島薫、角川書店：2000年12月刊行)をプロデュースした。
  - 大塚英志は当初、作中の重要な登場人物「ルーシー・モノストーン」役に、大塚が大ファンであった俳優・歌手の沢田研二をオファーしたものの実現せず、代わりに田口トモロヲがキャスティングされた。大塚は沢田研二によるルーシー・モノストーンのカバーをプロデュースしたかったと回想で述べている[13]。
  - 大塚英志は当初、監督に大塚がファンであった長谷川和彦監督か森達也監督を希望したが、予算・スケジュールの問題で断念した[14]。
  - 大塚英志がドラマ版『サイコ』の監督の選択で条件にしたのは「①低予算で雇える事、②現場でどんなトラブルが起きても最後まで逃げずに作品を完成させられる事、③決してやっつけ仕事ではなく一つの作品として監督できる事」の３点であったので、全部の条件をクリアしている、当時は比較的無名であった映画監督の三池崇史が選ばれた[15]。
  - 大塚英志が三池崇史を選択した最大の理由は、三池崇史監督の映画『中国の鳥人』（1998年6月10日公開）を観た事である。『中国の鳥人』は実際に中国雲南省の奥地にて撮影された日本映画であるが、途中でロケ隊とはぐれてしまうというトラブルが発生して、監督以下少数の残ったクルーで、とにかく中国奥地の先へ先へと進みながら完成させた映画であった。また、『中国の鳥人』は一つの作品としても素晴らしい映画であったので、大塚英志は「この監督なら何が起きても大丈夫」と思って三池崇史にオファーした。実際にドラマ版『サイコ』では、大塚の悪い予感が当たって、撮影中に主役俳優の保坂尚輝が急病で入院してロケから一時的にリタイアするというトラブルが発生したが、三池監督は締め切りと予算をキッチリ守って完成させた。大塚は三池監督の現場対応力について感謝と称賛を回想で述べている[15]。

#### 各話タイトル
- 第１話「罪と記憶の漂う花」
- 第２話「世界制作の方法」
- 第３話「人生は常に二重螺旋の構造をまとう」
- 第４話「つぶされた蟻」
- 第５話「呪われし王の戴冠式」
- 第６話「天にのぼる魂と人間の絆」

#### スタッフ
- 製作：角川書店、WOWOW、ポニーキャニオン、トスカドメイン
- 原作・企画・プロデュース・キャスティング：大塚英志
- 監督：三池崇史
- 脚本：大塚英志、白倉由美、大塚ギチ、三池崇史
  - 第１・５・６話は大塚英志単独脚本。第２・３話は大塚英志・白倉由美共同脚本。第４話は大塚英志・大塚ギチ共同脚本。また、全脚本のロケ地・予算・スケジュール等の実務的観点による脚色を三池崇史監督が行った[10]。
- 音楽プロデューサー：後藤次利、白倉由美
- プロデューサー：佐藤敏広、阿部直木
- エグゼクティブプロデューサー：中川好久
- 企画協力：物語環境開発、UNDERSELL ltd.

#### キャスト
- 雨宮一彦、小林洋介（保坂尚輝）
- 伊園磨知（中嶋朋子）
- 笹山徹（大杉漣）
- 本田千鶴子（三浦理恵子）
- 田辺友代（裕木奈江）
- マナベ（塩田貞治）
- 渡久地菊夫（あなん吉成）
- 上野達也（松田悟志）-「益田知紀」名義
- 森泉（川合千春）
- 藤樹真生（栗山千明）
- 島津寿（一条俊）
- 村田清（大塚ギチ）
- ギー（堀部寛十）
- 大江朔（佐藤俊）
- 伊園美和（後藤若菜）
- まみ（不二子）
- 山本洋子（りりィ）
- ロリータ℃（平野綾）
- ルーシー・モノストーン（田口トモロヲ）

#### 再編集映画
- 『MPD-PSYCHO/FAKE MOVIE REMIX EDITION』（2002年7月6日公開、DVD全1巻）
  - 上記のテレビドラマ『雨宮一彦の帰還』全6話を約90分に再編集してドラマ版とは違うストーリーにした、大塚英志プロデュースによる劇場公開映画。この時に 三池崇史監督が再編集版の制作に不服を唱えた為、大塚英志は喫茶店で三池崇史本人と直接2人だけで交渉して「再編集版は大塚英志が完全に自由に制作して、三池崇史は一切関わらない」ことを了承させた[16]。『MPD-PSYCHO/FAKE MOVIE REMIX EDITION』は大塚事務所のスタッフで、「UNDERSELL ltd.」所属の菊崎亮が再編集を行った。また、一部のシーンは大塚英志が自分で追加撮影した[17]。

### 舞台化作品
- 多重人格探偵サイコ/新劇 雨宮一彦の消滅 - 劇団夜想会により2005年3月30日〜4月4日 紀伊國屋サザンシアターにて上演。

#### キャスト
- 雨宮一彦/大江公彦：唐橋充
- ロリータ℃/伊園美和：松本まりか
- 笹山徹：原田大二郎
- マナベ：正木蒼二
- 伊園磨知：山前麻緒
- 島津寿（Wキャスト）：大石竜一・加藤隼人
- 妹：佐藤亜紀

### サウンドトラック
- 『ロリータの温度』（テレビドラマ『多重人格探偵サイコ/雨宮一彦の帰還』サウンドトラック） （レーベル：キングレコード、リリース：2001年8月29日）
  - ボーカル：平野綾、企画:大塚英志、作詞:白倉由美、作曲：後藤次利

- 『MPD-PSYCHO CD／Strange New World』（レーベル：角川書店、リリース：2001年）
  - ヴォーカル：ルーシー・モノストーン、企画：大塚英志、プロデューサー：後藤次利、訳詞・ライナーノート：三木・モトユキ・エリクソン

### グッズ
- トレーディングカード
- カレンダー
- ガレージキット

## 関連作品
- 『多重人格探偵サイチョコ』 
  - 「物語環境開発（大塚英志事務所）」のスタッフのひらりん作画のパロディ4コマギャグ漫画。
- 『多重人格探偵サイコ ルーシー・モノストーンの真実』(角川書店：2002年、角川コミック・エース：2004年)
  - 原作者大塚英志の友人の三木・モトユキ・エリクソンによるルーシー・モノストーンの評伝。

## その他
- タイトルはアルフレッド・ヒッチコックの同名の映画からの引用[18]。
- 「雨宮一彦」の顔のモデルはオウム真理教の荒木浩であり[19]、「七つの人格を持つ探偵」という設定は「七つの顔を持つ変装の名人の探偵」の『多羅尾伴内』[20]、「左目にバーコードがある」という設定は柳田國男の論文『一目小僧その他』が元ネタ[21]。
- テレビドラマ版『サイコ』の「昭和天皇が病床にある状況で物語が進行していく」という展開は大塚の師匠のみなもと太郎（大塚は高校生の時にみなもとのアシスタントをしていた）がギャグ漫画『ホモホモ7』（昭和45年〜昭和46年に少年マガジンにて連載）で作中に、当時仁侠映画の冒頭に必ず「昭和初期」というテロップが入れられていた事のパロディで「昭和末期」というテロップを入れて、「昭和天皇が今まさに亡くなりかけている」というギャグをやったことへのオマージュである[22]。
- 『ルーシー・モノストーンの真実』の著者三木・モトユキ・エリクソンは「熊の着ぐるみを着た精神科医」という設定のキャラクターとして大塚英志の小説『ロリータ℃の素敵な冒険』、白倉由美の小説『おおきくなりません』、『きみを守るためにぼくは夢をみる』にも登場している。